# Lavatera trimestris
Malva trimestris, syn. Lavatera trimestris — вид квіткових рослин родини мальвові (Malvales). лат. trimestris — буквально означає «три місяці», посилаючись на період зростання і цвітіння.

## Опис
До 120 см заввишки і 45 см в ширину однорічна трава. Листки яйцювато-округлі, серцеподібні, пилчасті, 3–7-лопатеві, жовто-зелене, з рідкими волосками. Квіти з'являються в кластерах на довгих стеблах наприкінці стебел поодинокі, відтінків білого і рожевого, 8–10 см завширшки. Пелюстки 3–5 см завдовжки, 3–4 см шириною, зворотно-яйцюваті, при основі волосисті. Насіння темно-коричневе.

## Поширення
Африка: Алжир [пн.]; Марокко; Туніс. Азія: Ізраїль; Йорданія; Ліван; Сирія; Туреччина. Європа: Греція; Італія [вкл. Сардинія, Сицилія]; Франція; Португалія; Гібралтар; Іспанія [вкл. Балеарські острови]. Росте в піщаних, глинистих і вапняних ґрунтах; 30–900 м. Культивується. Численні сорти були розроблені для використання в саду.

## Галерея

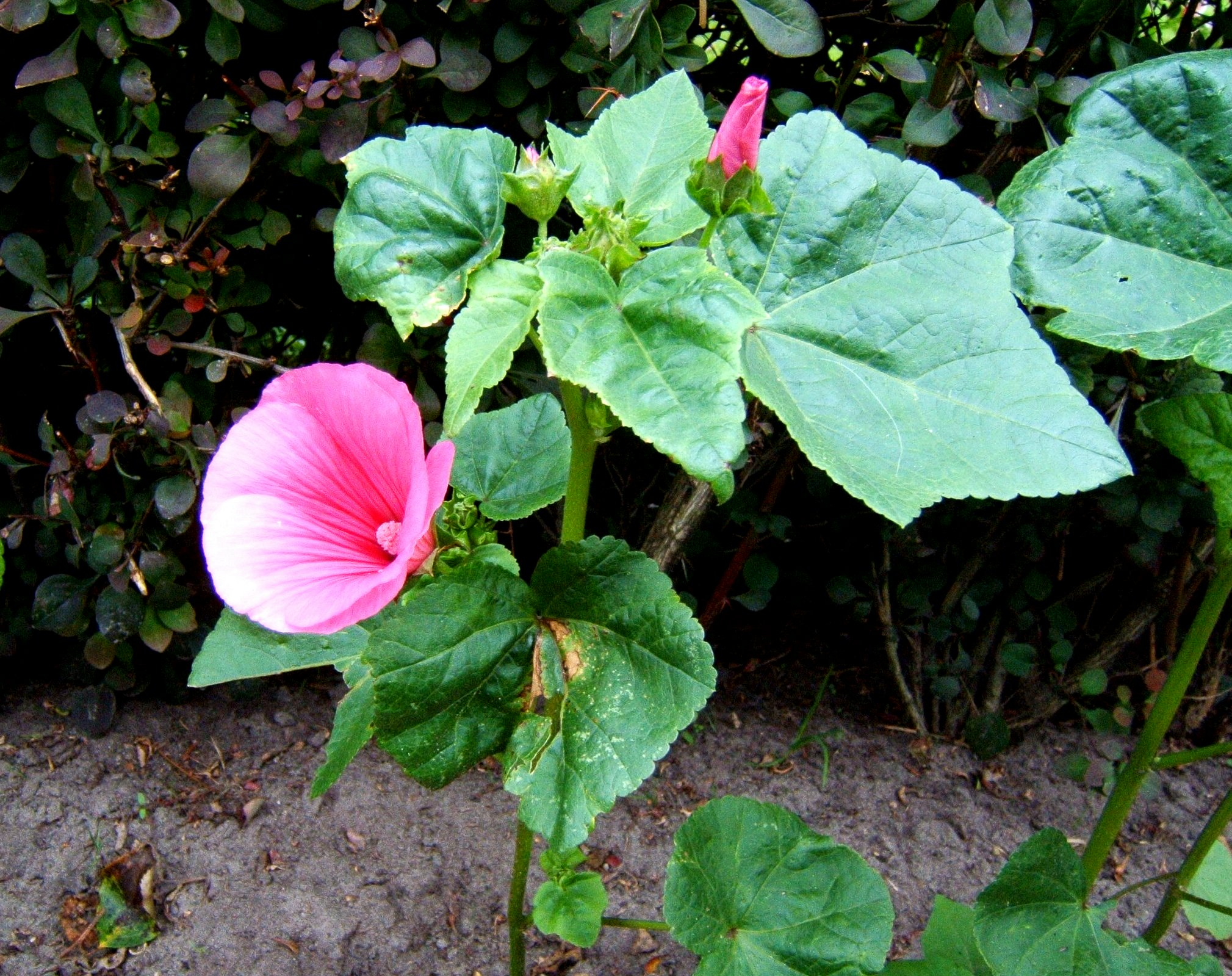
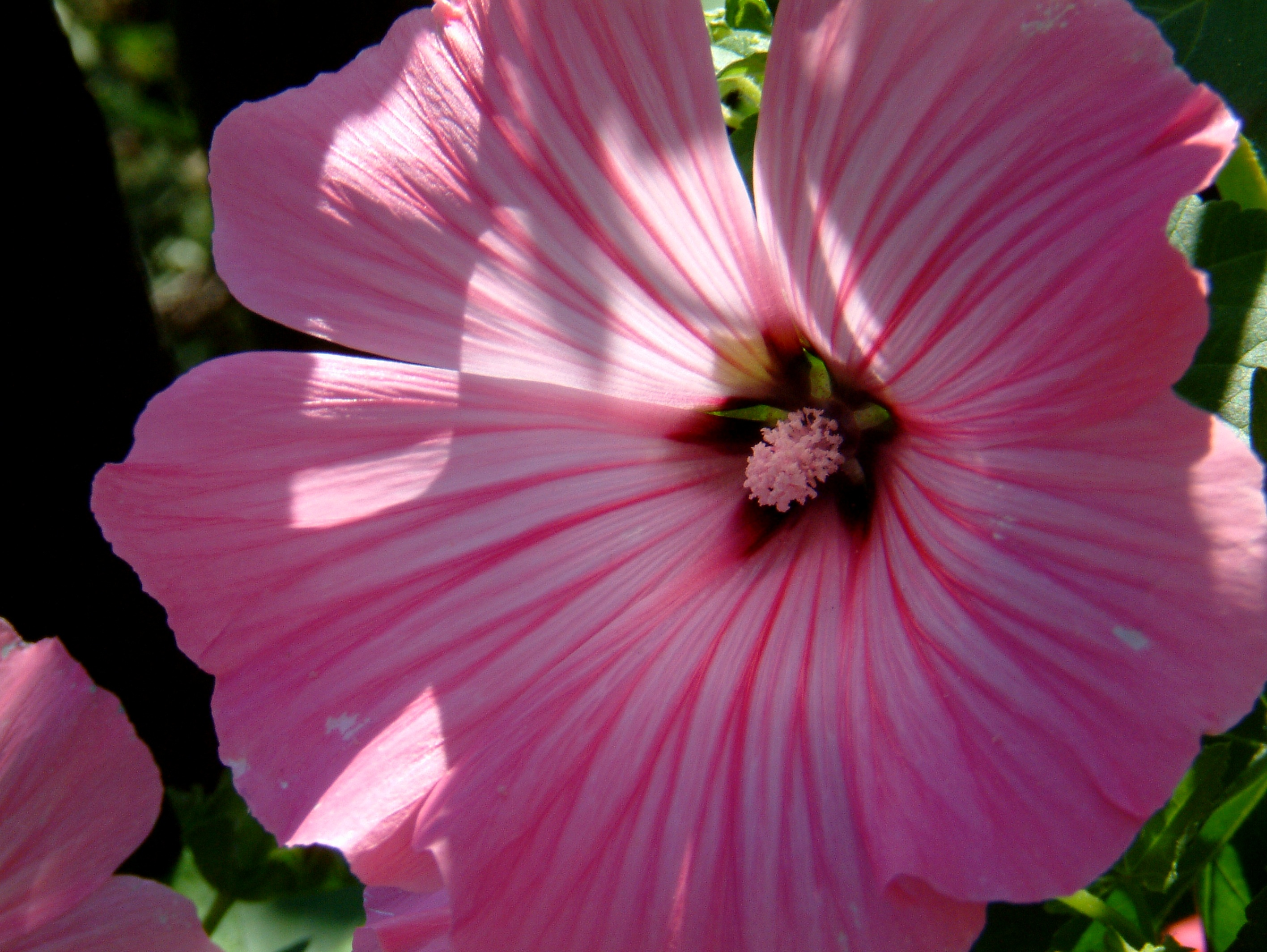
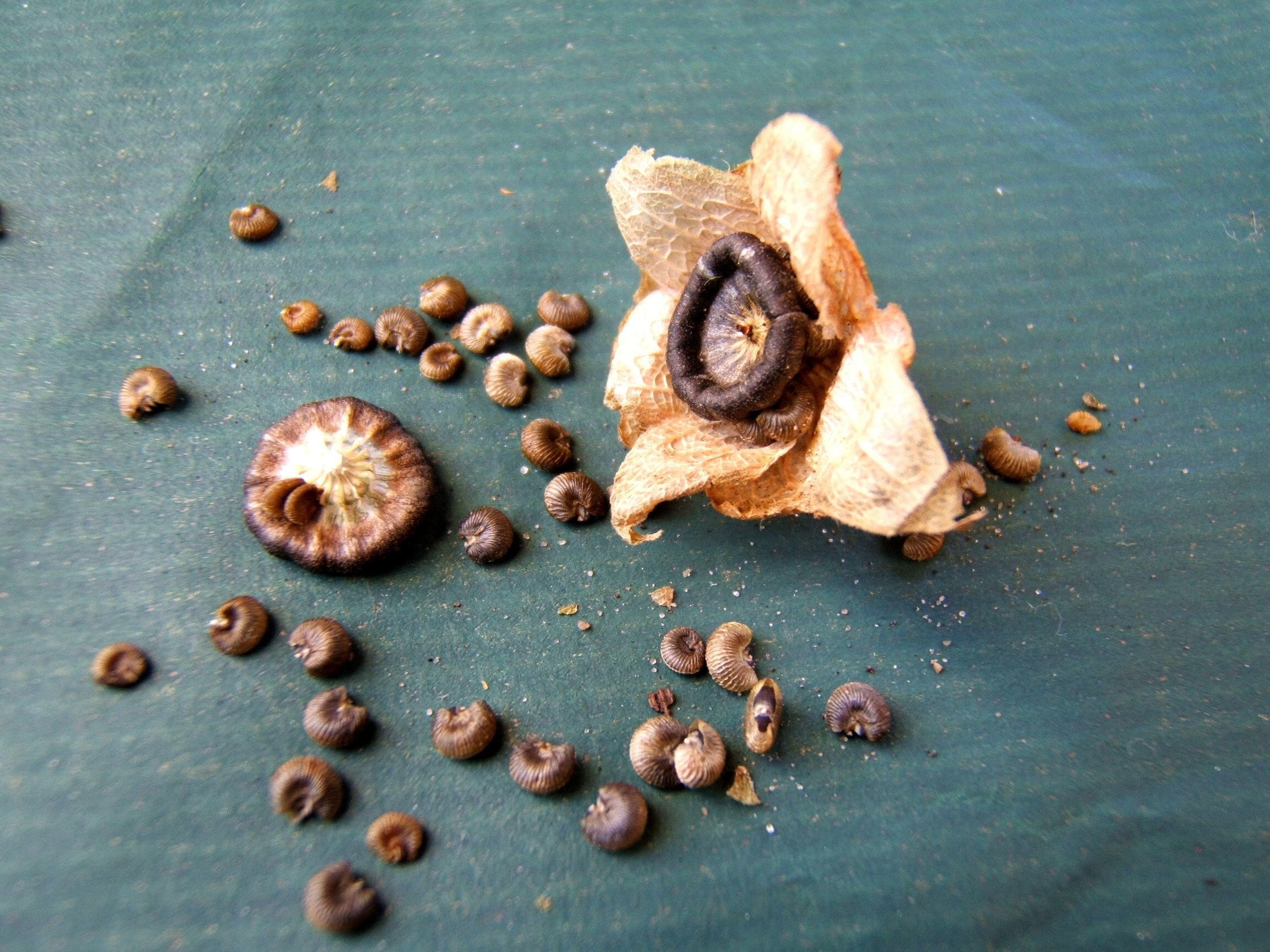

|  | Це незавершена стаття про мальвові. Ви можете допомогти проєкту, виправивши або дописавши її. |